# Ernst Gottlieb Woltersdorf
Ernst Gottlieb Woltersdorf, född 1725, död 1761 var en tysk psalmförfattare och kyrkoherde i Schlesien. Han finns bland annat representerad i Den svenska psalmboken 1986 med originaltexten till verket Salig, Jesus, är den stunden (nr 407).

## Psalmer
- Nya psalmer 1921
  - 559 Salig är den stilla stunden, skriven 1752. Översatt till svenska sv Johan Alfred Eklund 1909 till Salig är den stilla stunden.

- Den svenska psalmboken 1937
  - 215 Salig är den stilla stunden

- Den svenska psalmboken 1986
  - 407 Salig, Jesus, är den stunden